# Barreira (Mêda)
Pour les articles homonymes, voir Barreira.
Barreira est un village portugais de la commune de Mêda, avec une superficie de 25.46 km2 et une population de 246 habitants (2001).
Sa densité de population s'élève à 9.7 hab/km2.
Barreira est connue pour sa fête (Nossa senhora dos milagres).